# Barbara Schnitzler
Barbara (von) Schnitzler (* 19. Februar 1953 in Ost-Berlin) ist eine deutsche Theater- und Fernsehschauspielerin.

## Leben
Barbara Schnitzler wuchs in Berlin auf. Ihre Eltern sind die Schauspielerin Inge Keller und der DDR-Propagandist Karl-Eduard von Schnitzler. Sie hatte einen Halbbruder, Stephan von Schnitzler (1940–1982), aus der ersten Ehe ihres Vaters mit Marlis Hoeres. Er war als Rechtsmediziner tätig.
Ihre Schauspielausbildung erhielt Barbara Schnitzler an der Hochschule für Schauspielkunst Ernst Busch. Von 1977 bis 2018 war sie Ensemblemitglied am Deutschen Theater Berlin, wo sie unter anderem mit Friedo Solter, Johanna Schall, Thomas Langhoff, Robert Wilson, Wolfgang Engel, Dieter Mann, Michael Thalheimer, Jürgen Gosch, Andreas Kriegenburg, Jette Steckel, Jürgen Kruse und Stephan Kimmig gearbeitet hat.
Im Februar 2010 hatte Barbara Schnitzler Premiere am Deutschen Theater mit ihrem Soloabend Das Jahr magischen Denkens von Joan Didion in der Regie von Gabriele Heinz. Im März 2013 folgte ihr Liederabend Fahr doch allein Karussell, Nikolai Orloff begleitet sie dabei am Flügel. Beide arbeiteten erneut zusammen für den zweiten Liederabend Ein jegliches hat seine Zeit, der im Sommer 2021 Premiere hatte.
Seit 2018 ist Barbara Schnitzler freischaffend tätig. Unter der Regie von Lore Stefanek spielte sie 2019 am Stadttheater Klagenfurt Teiresias in Antigone von Sophokles. Es folgte eine Rolle am Berliner Ensemble in Glaube und Heimat in der Regie von Michael Thalheimer. Seit Oktober 2019 spielt Barbara Schnitzler an der Oper Halle die Rolle der Fräulein Schneider in Cabaret (Regie Henriette Hörnigk); die Produktion wurde inzwischen an das Staatstheater Kassel übernommen.
Außerdem verfügt sie über ein umfangreiches Repertoire an Lesungen aus Werken bekannter Schriftsteller, beispielsweise von Ödön von Horváth, Christa Wolf, Virginia Woolf, Friedrich Schiller, Gabriele Tergit, Mascha Kaléko, Ingeborg Bachmann, Arthur Schnitzler, Thomas Mann und Alice Munro. Nebenher ist sie regelmäßig als Synchronsprecherin und für den Hörfunk tätig.
Sie ist mit dem Film- und Fernsehregisseur Michael Knof verheiratet und hat zwei Töchter, Pauline Knof und Louise Knof, die ebenfalls Schauspielerinnen sind.

## Filmografie (Auswahl)
- 1973: Erziehung vor Verdun (TV) – Regie: Egon Günther
- 1975: Im Schlaraffenland (TV) – Regie: Kurt Jung-Alsen
- 1977: Dantons Tod (Studioaufzeichnung)
- 1977: Polizeiruf 110: Die Abrechnung (TV) – Regie: Peter Vogel
- 1978: Polizeiruf 110: Bonnys Blues (TV) – Regie: Peter Vogel
- 1979: Tull (Fernsehfilm) – Regie: Lothar Bellag
- 1980: Alle meine Mädchen – Regie: Iris Gusner
- 1980: Regine oder Die Falle (TV) – Regie: Jens-Peter Proll
- 1980: Heute abend und morgen früh (Diplomfilm)
- 1981: Der lange Ritt zur Schule – Regie: Rolf Losansky
- 1982: Der Mann von der Cap Arcona (TV) – Regie: Lothar Bellag
- 1983: Moritz in der Litfaßsäule – Regie: Rolf Losansky
- 1983: Martin Luther (TV) – Regie: Kurt Veth
- 1984: Schauspielereien: Denkzettel (TV) – Regie: Hans Werner
- 1985: Die dritte Frau (Fernseh-Zweiteiler) – Regie: Michael Knof
- 1985: Die Rundköpfe und die Spitzköpfe (Theateraufzeichnung)
- 1986: Ein idealer Gatte (Studioaufzeichnung)
- 1986: Treffpunkt Flughafen (TV) – Regie: Manfred Mosblech
- 1987: Der Schwur von Rabenhorst – Regie: Hans Kratzert
- 1987: Polizeiruf 110: Unheil aus der Flasche (TV) – Regie: Helmut Krätzig
- 1990: Rückkehr aus der Wüste – Regie: Bernhard Stephan
- 1990: Polizeiruf 110: Ball der einsamen Herzen (TV) – Regie: Helmut Krätzig
- 1991: Jugend ohne Gott (TV) – Regie: Michael Knof
- 1991: Polizeiruf 110: Todesfall im Park (TV) – Regie: Helmut Krätzig
- 1991: Lord Hansi – Regie: Michael Knof
- 1992: Kein pflegeleichter Fall, Teil II (TV) – Regie: Marcus Scholz
- 1993: Tatort: Tod einer alten Frau (TV) – Regie: Matti Geschonneck
- 1993: Der Biberpelz (TV) – Regie: Thomas Langhoff
- 2000: Polizeiruf 110: Böse Wetter (TV) – Regie: Marco Serafini
- 2002: Die Farce – Geschichte einer Verhaftung (Dokumentation) – Regie: Thomas Gaevert
- 2005: Frauen als Beute – Wehrmacht und Prostitution (TV-Dokumentation) – Regie: Thomas Gaevert, Martin Hilbert
- 2005: Stages (TV) – Regie: Marek Beles
- 2005: Tatort: Atemnot (TV) – Regie: Thomas Jauch
- 2006: Haiku (TV) – Regie: Florencia Hurtado
- 2007: Einmal Dieb, immer Dieb (TV) – Regie: Michael Kreindl
- 2008: Das Duo: Sterben statt erben (TV) – Regie: Maris Pfeiffer
- 2008: Tatort: Verdammt (TV) – Regie: Maris Pfeiffer
- 2010: SOKO Leipzig 4-Teiler: „Gefangen“ – Regie: Jörg Mielich
- 2010: SOKO Wismar: „Väter und Söhne“ – Regie: Bruno Grass
- 2011: Fernes Land – Regie: Kanwal Sethi
- 2011: Fenster zum Sommer – Regie: Hendrik Handloegten
- 2011: Die Stunde des Wolfes (TV) – Regie: Matthias Glasner
- 2013: Oktober November – Regie Götz Spielmann
- 2014: Amour Fou – Regie: Jessica Hausner
- 2015: Polizeiruf 110: Sturm im Kopf (TV) – Regie: Christian von Castelberg
- 2015: Letzte Spur Berlin: Staatseigentum – Regie: Florian Kern
- 2017: Ein Kommissar kehrt zurück
- 2018: Teufelsmoor (TV-Film) Regie: Brigitte Maria Bertele
- 2018: Und der Zukunft zugewandt (Kino) Regie: Bernd Böhlich
- 2020: Die Heiland – Wir sind Anwalt (S2E5)
- 2022: Honecker und der Pastor (Fernsehfilm)
- 2023: Düstersee
- 2025: Einspruch, Schatz! – Schwesterherz

## Hörspiele/Features
- 1980: Volksbuch: Fortunatus’ Glückssäckel oder die Kunst, reich zu sein (Agrippina) – Regie: Andreas Scheinert (Hörspiel – Litera)
- 1982: Johann Wolfgang von Goethe: Stella – Regie: Fritz Göhler (Rundfunk der DDR)
- 1982: Rolf Wohlgemuth: Auf der Schaukel – Regie: Werner Grunow (Hörspiel – Rundfunk der DDR)
- 1982: Peter Hacks: Das Turmverlies – Geschichten von Henriette und Onkel Titus (Henriette) – Regie: Fritz Göhler (Kinderhörspiel – Litera)
- 1982: Peter Hacks: Das Windloch – Geschichten von Henriette und Onkel Titus (Henriette alias Berta) – Regie: Fritz Göhler (Kinderhörspiel – Litera)
- 1982: Brüder Grimm: Das singende springende Löweneckerchen (Lindwurm, Prinzessin) – Regie: Jürgen Schmidt (Kinderhörspiel – Litera)
- 1983: Hans Christian Andersen: Die Schneekönigin (Prinzessin) – Regie: Rainer Schwarz (Kinderhörspiel – Litera)
- 1991: Paul Zech: Das Trunkene Schiff – Regie: Wolfgang Rindfleisch (Hörspiel – Funkhaus Berlin)
- 1997: Barbara Gordon in Hilfe, ich habe eine Familie! als Bridget
- 2001: Evelyn Dörr: Auf andere Art so große Hoffnung – Literatur in der DDR 1951 – Regie: Renate Heitzmann (Feature – Deutschlandfunk)
- 2009: Jean-Claude Kuner: Ich muss auf einen Sprung weg – Regie: Jean-Claude Kuner (Hörspiel – DKultur)
- 2013: Evelyn Dörr: Salome – Die Befreiung einer Theaterfigur. Eine akustische Performance – Regie: Evelyn Dörr (Feature – Deutschlandfunk Berlin)
- 2014: Evelyn Dörr: Die Liebenden vom Arc de Triomphe. Marlene Dietrich und Erich Maria Remarque (mit Dieter Mann) – Regie: Evelyn Dörr (LIVE Hörspiel – NDR/Deutsches Theater Berlin)
- 2015: Evelyn Dörr: Salome – Hohelied einer Dichtung – Regie: Evelyn Dörr (5.1-Hörspiel – RBB/Deutschlandfunk)
- 2016: Evelyn Dörr: Der Sturm – Theater als Reise zum Menschen. Eine akustische Performance – Regie: Evelyn Dörr (Hörspiel – RBB)